# Nederlandse Vereniging voor Leunstoel Schatgravers
De Nederlandse Vereniging voor Leunstoel Schatgravers (afgekort NVLS) is een virtuele vereniging die zich inzet voor de ontwikkeling van Leunstoel Schatgraven in Nederland.

## Oprichting
Op 28 januari 2003 wordt de NVLS opgericht door Maarten Vermaak.
Door zijn belevenissen bij de jacht naar de gouden schat uit Het Zevende Labyrint is hij geïnteresseerd geraakt in Leunstoel Schatgraven. Na een zoektocht op internet blijkt er wel een Engelse vereniging te zijn, The Armchair Treasure Hunt Club. Echter Leunstoel Schatgraven is op dat moment in Nederland nog vrijwel onbekend. 
Gesterkt door de verzamelde informatie over verschillende Leunstoel Schatgraverijen uit de hele wereld richt hij op 28 januari 2003 De Nederlandse Vereniging voor Leunstoel Schatgravers op. Met als doel het bevorderen van het Leunstoel Schatgraven in Nederland.

## Museum
Om zijn persoonlijke verzameling ten toon te stellen en om de verzamelde informatie openbaar te maken gaat op 1 december 2004 Het Online Museum voor Leunstoel Schatgraverijen van start. 
De activiteiten van het museum zijn gerelateerd aan de activiteiten van de NVLS. Het Online Museum voor Leunstoel Schatgraven inventariseert Leunstoel Schatgraverijen uit de hele wereld en verzamelt informatie over deze schatgraverijen.